# 鈴音華月
鈴音 華月（すずね かげつ）は、日本の元女性声優。主にアダルトゲームに出演していた。

## 人物・エピソード
- 声優を目指すきっかけは『遥かなる時空の中で』をプレイしたことから[1]。
- 東かりんと声優ユニット「りん月」を結成していた。
- 2014年12月にレギュラー出演していた「☆（まが）ラジ」にて声優を引退することが発表され、『祝!!『えろまんがっ！〜Hもマンガもステップアップ?!〜』発売＆鈴音華月 卒業「☆ラジ」ニコ生すぺしゃる!!!』（2014年12月26日）の出演を最後[注 1]に引退した。
- AXLラジオ「百花繚乱エリクシル」ミルトス放送局!にてiroha(イロハ)をプレゼントされて持って帰り私のイロハ体験としてラジオで朗読した。
- アメーバブログのアカウントが2014年3月14日に大人の事情で停止され閲覧できなくなった。その後はFC2ブログに移って更新されていた。
- 引退後は年明けを待たずにツイッターのアカウントが削除された。一方ブログについては1月7日に閉鎖されることが告知され、最終日まで記事の更新とコメントの返信を続けファンと最後の交流が図られた。そして告知通り2015年1月7日にアカウントの削除をともなうブログの閉鎖が行われ、鈴音華月としての活動を全て終えた。

## 主な出演作品

### PCゲーム
2009年
- 絶対凌域!〜時を止めるレイプ魔〜（綾川 沙鳥、西河 清江、瀬葉 透）
- くのいち飛鳥 〜吉原遊郭奇談〜（飛鳥）
- 愛玩隷嬢-淫虐のコントラクト-（松任 澄江）
- 熟妻闘士クラウディアリベンジ（アルビア）
- アイドルレスラーひなた（月宮リリス）
- マゾ×マゾ（スージィ・ローゼン、エイミー）
- 露出快楽〜見られて濡れる幼馴染、海琳操。（海琳 操）
- 精霊の国の痴女姫たち〜エルフっ娘と猫耳っ娘と悪魔っ娘、そしてボクの発情ハーレムデイズ〜（ユーリエ）
- 出撃!! 乙女たちの戦場〜闇を切り裂く、にび色の徹甲弾〜（スロウス、綺堂 ユーリヤ、友永 ジュン、内村 知佳、アレクの部下9号）[2]
- 秘蹟神姫アルカナセイバー（彩峰 奈緒美）
- 世界に男は自分だけ、全世界の女性を妊娠させて人類を救え!（秋水 イクコ）

2010年
- はるかぜどりに、とまりぎを。 2nd Story 〜月の扉と海の欠片〜（山治 知花）
- 孕ノ胤（松館 緋沙子）
- ふくびき!トライアングル（有幌 宮子）
- ココロの住処（真崎 璃奈）
- 君の名残静かに揺れて（錦小路 霞織）
- 乙女たちの姉妹領域 〜お姉さまに弄ばれたい澤田由紀の秘蜜（小清水 詩織）
- もっとハラマセテ戦乙女（ロッタ）
- ゴニン!? 〜ピタリと的中!強制占い♪〜（栗栖 真澄）
- 白濁虜囚ミルスティア〜オーク達に蹂躙される爆乳エルフの淫媚肉体（ミルスティア）
- 魔王の淫具（如月 藍華）
- 肉獄のヘミ〜淫蟲と触手の巣穴に閉じ込められし女囚達の末路について〜（仁美、女の子）
- 寝取られ幼馴染〜春花と千夏〜（宮里 千夏）
- ObsceneGuild-片翼の堕天使-（フェルト・リリーマン）
- 風ヶ原学園スパイ部っ!（八重樫 誓）
- 侵蝕3〜淫魔の生贄〜（高岡 夢幻）
- 三極姫〜乱世、天下三分の計〜（サブキャラクター）
- J人妻ンション〜うわさの巨乳人妻三姉妹〜（葉山 夏樹）[3]

2011年
- AQUA（野々宮 千夏）
- 蒼穹のソレイユ〜FULLMETAL EYES〜（ユノー・ヴェルデ）
- まかぱらっ!〜あの世でめちゃモテ〜（山堂 冴子/閻魔）
- ChaosなカラダW〜ふたなり妊娠実験（アリス 大郷）
- 姦淫特急『満潮』 - 悪夢の三週間 -
- White -blanche comme la lune-
- イカセ屋銀二〜姉妹姦計篭絡ぢごく〜（秋元 優里香）
- 大帝国
- 触手ハンターののか〜モンスターの拘束攻撃で植卵着床の危機!〜（バルティーラ）
- Mてぃーちゃー（赤井 遊飛）* Mてぃーちゃー 彼女♂の悩み多き教育事情（赤井 遊飛）[4]
- 触手姫ハイドラ 〜姦計に陥る森の魔女〜（ハイドラ）
- 闇夜に踊れ-Witch wishes to commit the Night-（刻路 希）
- 触診病淫（三原 綾香）
- プリンセスボディ〜孕み姫の系譜をなぞる二つの物語（ランザ）
- アネイロ（霧篠 涼） [5]
- 獄淫の尖塔（小篠 梢恵）
- 戦極姫3〜天下を切り裂く光と影〜（小島弥太郎、三好政康、結城晴朝、鈴木重秀）
- Princess Evangile 〜プリンセス エヴァンジール〜（目加田 美月）[6]
- デイドリーム・ビリーバー（高岡幻夢）[7]
- プリーズ・レ○プ・ミー!（雲雀野 玲花）[8]
- テンタクルロード-我が手に堕ちよ勇壮なる乙女-（レイラ・レギンレイヴ）[9]
- 彼女は高天に祈らない（大禍津神） [10]
- Strawberry Nauts（木曽川 聡子）[11]
- 漆黒のシャルノス -What a beautiful tomorrow- Fullvoice ReBORN Edition （女子生徒C）[12]

2012年
- 団地妻となう。（墨染 桂子）[13]
- ツクモノツキ（大家さん）[14]
- 性狂育 〜モンスターペアレントの理不尽な要求〜（斉藤 ちほり）[15]
- 水の都の洋菓子店（紺野 つぐみ[16]、イザベル[17]）
- 烙印姫ルーンドプリンセス（エレンドール＝ヴォルフェン）[18]
- 牝犬発情記 〜かげりゆく日常〜（高瀬 美由紀）[19]
- むりやり!?オトメDAYS（津雲 清流）[20]
- Princess Evangile 〜W Happiness〜（目加田 美月）[21]
- -atled-everlasting song（下馬 七恵）[22]
- 古色迷宮輪舞曲 〜HISTOIRE DE DESTIN〜（姫野 美月[23]、姫野 美星[24]）
- 三極姫2〜天地大乱・乱世に煌く新たな覇龍〜（凌統公績[25]、羊琥叔至[26]）
- ヨメ充!（相模 愛華）[27]
- さくら、咲きました。（春野 すずめ）[28]
- 聖もんむす学園（ビビ＝クィン＝アナフィラキシー）[29]
- 第二音楽室へようこそっ!!（大河内 紗耶香）[30]
- おれつま! 〜オレがマンション管理人になったら人妻たちとちょっとイイコトできちゃうかも!?〜（鳳 玲亜）[31]
- Re:birth colony -Lost azurite-（女王ラピスラズリ）[32]
- 秘蹟神姫アルカナセイバーR（彩峰 奈緒美）[33]
- 炎の孕ませおっぱい乳同級生（法嬢寺 睦美）[34]
- スペルマン〜その復讐の膜を破れ〜（坂田 三空那）[35]
- 戦極姫4〜争覇百計、花守る誓い〜（片倉景綱[36]）
- ヒメゴト・マスカレイド 〜お嬢様たちの戯れ〜（静鳴 司希）[37]

2013年
- 星彩のレゾナンス（禰津 八弥子）[38]
- モンスター・ハザード〜化け物達の狂宴〜（川岸 理沙）[39]
- 百花繚乱エリクシル（カトレア・ムーンフラワー）[40]
- 魔導巧殻 〜闇の月女神は導国で詠う〜（リ・アネス）[41]
- 御伽話は闇の中（鈴鐘 七海）[42]
- 恋もHもお勉強も、おまかせ!お姉ちゃん部（井山 星美）[43]
- どらぺこ! 〜おねだりドラゴンとおっぱい勇者〜（メリー）[44]
- フレラバ 〜Friend to Lover〜（野々村 智美）[45]
- 幻創のイデア〜Oratorio Phantasm Historia〜（その他）
- 異種愛玩（卯花 弥生）[46]
- 聖娼女 〜性奴育成学園〜（宮前 彩葉）[47]
- 夜這いする七人の孕女（百瀬 麻希）[48]
- 三極姫3〜天下新生〜（呂布[49]、凌統[50]、祝融[51]）
- 巨乳ファンタジー外伝2（エストリア[52]）
- MA☆KO HUNTER（フィーリア・ディ・ミュルフォン[53]、イーリア・カヴァリエ[54]）
- 赤さんと吸血鬼。（琴乃 奈柄）[55]
- 肉牝R30 〜肉欲に堕ちた牝たち〜（手代木 涼香）[56]
- 戦場のフォークロア -亡国の騎士団-（ケイティ・ローズウッド）[57]

2014年
- ダークロード（エレミア）[58]
- 巨乳JK生主生ハメ生中出し（室岡 茶子）[59]
- 君がため、恋し乱れし月の華（雪代）[60]
- お願い助けて!!2 〜注がれ続ける精液〜（綾瀬 沙希）[61]
- 聖もんむすFestival!!〜お祭りだよ全員集合!〜（ビビ・クィン・アナフィラキシー）[62]
- 炎の孕ませ乳ドルマイ★スター学園Z（黒木 シオン）[63]
- ももいろ性癖開放宣言!（大江 神楽）[64]
- 学園で時間よ止まれ（一ノ瀬 裕花）[65]
- 蒼穹のクレイドル（ベル先生）[66]
- 昆蟲姦察 螽（椚 あずさ）[67]
- 戦場のフォークロア -亡国の騎士団- 追加シナリオ（ケイティ・ローズウッド）[68]
- デモニオンII〜魔王と三人の女王〜（インフェルミオ）[69]
- 超催眠術学園（玉造 鴾）[70]
- ジンコウガクエン2（怠）[71]
- 漫喫ハプニング（涼川 麗）[72]
- 恋愛リベンジ（浅桐 千里）[73]
- 異種相姦（猪平 栞奈）[74]
- 逆転魔女裁判 -痴女な魔女に裁かれちゃう-（艶間 薫）[75]

2015年
- 炎の孕ませもっと!発育っ!身体測定2（伊久野 澪）[76]

### コンシューマゲーム
- Friend to Lover 〜フレラバ〜（野々村 智美）[77]

### ソーシャルゲーム
- Quiz of Walkure（ルアリル、深雪、リレイア、エルケ）[78]
- ラビリンスバインド（伊吹 雫、浅見 芹那、芹沢 巴）[78]

### OVA
- M男食い ラストオーダー（シオリ）[79]
- 純情少女エトセトラ 〜純情少女〜（倉餅 このみ）[80]
- フルエルクチビル fuzzy lips（片倉 紺）[81]
- ふぇちかの！（姫）[82]
- 女系家族III〜秘密HIMITSU卑蜜〜 THE ANIME（唐沢 紫衣）[83]

### CD
- AXLラジオ「百花繚乱エリクシル」ミルトス放送局！
- ラジオCD 「ほめられてのびるらじおZ」Vol.9

### インターネットラジオ
- ☆ラジ
  - ☆（エロ）ラジ
  - ☆（いだてん）ラジ
  - ☆（まかぱ）ラジオッ!
  - ☆（触診）ラジ
  - ユーフォリアラジオ、略して☆（リア）ラジオ
  - ☆（レプ）ラジ
  - ☆（育）ラジ
  - ☆（あな）ラジ
  - ☆（おま）ラジ
  - ☆（テラ）ラジ
  - ☆（どぶ）ラジ
  - ☆（んげ）ラジ
  - ☆（あに）ラジ
  - ☆（いが）ラジ
  - ☆（おか）ラジ
  - ☆（あず）ラジ
  - ☆（すず）ラジ
  - ☆（フニ）ラジ
  - ☆（まが）ラジ
- AXLラジオ「百花繚乱エリクシル」ミルトス放送局!（音泉：2013年4月12日-9月6日）全18回[84]

### 歌
- スゥイート・ユア・レ○プ・ミー！（OVA『プリーズ・○○○・ミー！』主題歌）
  - 歌：りん月（東かりん、鈴音華月）
- 汝、隣人の扉を開けよ！（『おれつま! 〜オレがマンション管理人になったら人妻たちとちょっとイイコトできちゃうかも!?〜』主題歌）
  - 歌：りん月
- Fuzzy Rose Colors（『ももいろ性癖開放宣言！』主題歌）
  - 歌：ファジーローズカラーズ（稲森千鶴（佐倉もも花）、織田茉桜（御苑生メイ）、霧生院竜胆（このは）、大江神楽、北見華恋（東かりん））